# مشپی نک (ماساچوست)
مشپی نک (به انگلیسی: Mashpee Neck) یک منطقهٔ مسکونی در ایالات متحده آمریکا است که در شهرستان برنستبل، ماساچوست واقع شده‌است. مشپی نک ۳٫۸ کیلومتر مربع مساحت و ۱٬۰۰۰ نفر جمعیت دارد و ۱۲ متر بالاتر از سطح دریا واقع شده‌است.